# L'Échec d'une prophétie
L'Échec d'une prophétie (titre original : When Prophecy Fails) est un essai américain considéré comme un classique de la psychologie sociale publié en 1956. Les trois auteurs, spécialistes en psychologie, Leon Festinger, Henry Riecken (en) et Stanley Schachter, ont cherché à analyser comment les individus réagissaient à la suite de la réfutation d'une croyance à laquelle ils adhéraient fortement. Pour cela, ils ont suivi le parcours d'un groupe d'ufologistes persuadés de l'imminence de la fin du monde.

## Dissonance cognitive
L'ouvrage signale l'un des tout  premiers cas publiés de dissonance cognitive. Cette théorie, élaborée par Leon Festinger, permet d'expliquer les conséquences psychologiques de la non-confirmation d'espérances ou d'attentes importantes chez un individu. Avant le début de l'étude, Festinger et ses associés ont lu un article dans leur journal local intitulé « La prophétie de la planète Clarion lance un appel à la ville : Fuyez cette inondation ». Une ménagère de Chicago, Marian Keech (pseudonyme utilisé par Festinger pour son enquête), affirme avoir reçu de mystérieux messages chez elle sous forme d'« écriture automatique » provenant d'extraterrestres de la planète Clarion. Ces messages lui ont révélé que le monde serait englouti par une grande inondation avant l'aube du 21 décembre 1954. Le groupe de croyants, menés par Keech, s'est fortement impliqué dans cette croyance ce qui indiquait un haut degré de conviction. Ils ont quitté leur emploi, leur formation, leurs conjoints, et distribué argent et biens pour préparer leur départ à bord de la soucoupe volante qui doit les sauver, eux, le groupe de vrais croyants.

## Motivation de l'étude
Festinger et ses collègues considérèrent l'événement comme un cas susceptible de conduire à une stimulation de la dissonance après l'échec de la prophétie. Il s'avérait difficile d'altérer la conviction de Keech et son groupe étant donné qu'ils avaient déjà produit des efforts considérables pour la maintenir et la renforcer. Une autre option aurait été de mobiliser un soutien extérieur adhérant à leurs convictions. Comme Festinger l'a écrit: « Si de plus en plus de gens peuvent être convaincus que le système de croyance est correct alors il est évident qu'après tout il doit être correct ». Dans cette optique, si Keech avait pu développer de nouveaux éléments de réflexion en convertissant de nouveaux adeptes aux principes de base de la secte, alors l'amplitude de la dissonance aurait été amoindrie. Festinger et ses collègues prédirent que l'inévitable démenti par la réalité serait suivi d'un gros effort de prosélytisme pour rechercher un soutien social et ainsi réduire la douleur issue de la non-confirmation des espérances.

## Chronologie des événements
Festinger et ses collègues, qui ont infiltré le groupe de Keech, ont rapporté que :
- Avant le 20 décembre, le groupe évite la publicité, les entretiens ne sont donnés qu'à contrecœur. L'accès à la maison de Keech est seulement permis à ceux qui peuvent convaincre qu'ils sont de vrais croyants. Le groupe fait évoluer son système de croyance, fondé sur l'« écriture automatique » provenant de la planète Clarion, et commence à expliquer les détails du cataclysme, la raison de l'évènement et la manière dont il sera sauvé du désastre.
- Le 20 décembre, les croyants attendent qu'un extraterrestre les appelle avant minuit pour être escortés à bord d'un vaisseau spatial censé les attendre. Appliquant les instructions, ils se donnent beaucoup de mal pour éliminer les objets métalliques qu'ils portent sur eux. Comme minuit approche, les fermetures à glissière, bretelles de soutien-gorge, et autres objets sont jetés. Le groupe attend.
- Le 21 décembre, 0 h 5, pas de visiteur extraterrestre. Un membre du groupe constate qu'une horloge dans la pièce indique 23 h 55. Le groupe convient qu'il n'est pas encore minuit.
- 0 h 10, la seconde horloge indique minuit. Toujours pas de visiteur. Le groupe est abasourdi et s'assoit en silence. Le cataclysme est censé se produire dans moins de 7 heures.
- 4 h, les croyants restent assis en silence. Quelques tentatives pour trouver des explications ont échoué. Keech commence à pleurer.
- 4 h 45, un message envoyé par « écriture automatique » est adressé à Keech. Il précise que le Dieu de la Terre a décidé d'épargner la planète de la destruction. Le cataclysme a été annulé car « le petit groupe, assis toute la nuit, avait répandu tant de lumière que Dieu a sauvé le monde de la destruction ».
- Après-midi du 21 décembre. Le groupe appelle des journaux cherchant à donner des entretiens. Dans un renversement de situation, le groupe ne fuit plus la publicité mais au contraire commence une intense campagne pour diffuser son message à un public aussi large que possible.

## Conditions
Festinger estime que cinq conditions sont nécessaires pour qu'un individu s'arc‑boute davantage dans ses croyances après un échec ou un démenti par la réalité :
1. La croyance doit être entretenue avec une profonde conviction et liée à une forme d'action, qui est ce que le croyant fait ou la façon dont il se comporte ;
2. La personne doit s'être consacrée à la croyance. Pour le maintien de la croyance, elle doit avoir pris d'importantes mesures difficiles à défaire. En général, plus ces actions sont importantes, plus elles sont difficilement réversibles et plus fort est l'engagement de l'individu ;
3. La croyance doit être suffisamment précise et suffisamment liée au monde réel de telle sorte que des éléments puissent sans équivoque la réfuter ;
4. Ces preuves réfutant indéniablement la croyance doivent être reconnues par la personne ;
5. Le croyant doit avoir un soutien social. Il est peu probable qu'un croyant isolé puisse résister à ce genre de preuves. Si toutefois le croyant est membre d'un groupe de personnes convaincues, la croyance pourra être maintenue et le groupe pourra tenter de persuader les non-membres de la justesse de la croyance.